# Liste der Kreisstraßen im Landkreis Göttingen

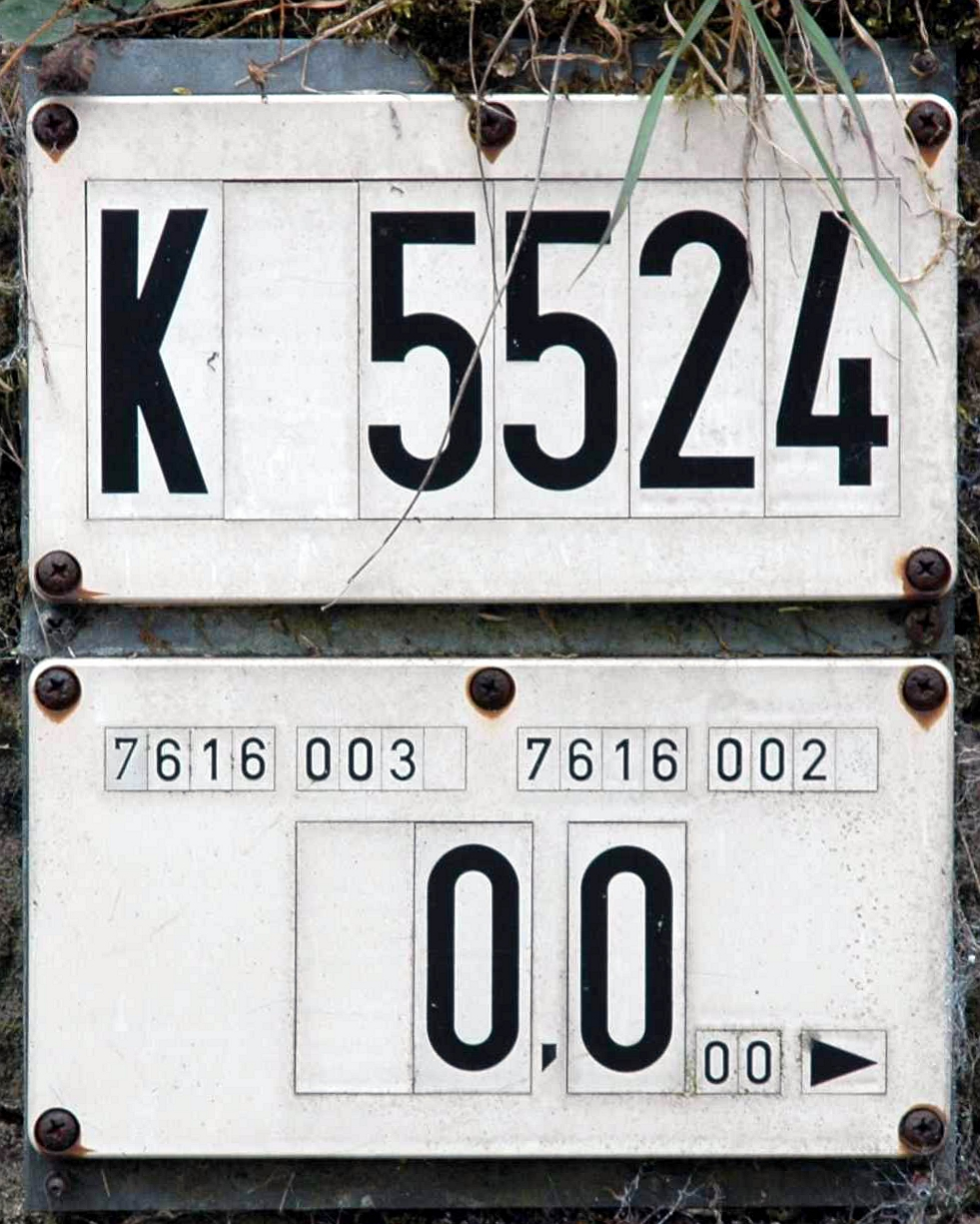
Stationszeichen

Die Liste der Kreisstraßen im Landkreis Göttingen führt die Kreisstraßen im niedersächsischen Landkreis Göttingen auf.

## Abkürzungen
- K: Kreisstraße
- L: Landesstraße

## Hinweise
Nicht vorhandene bzw. nicht nachgewiesene Kreisstraßen werden in Kursivdruck gekennzeichnet, ebenso Straßen und Straßenabschnitte, die unabhängig vom Grund (Herabstufung zu einer Gemeindestraße oder Höherstufung) keine Kreisstraßen mehr sind.
Der Straßenverlauf wird in der Regel von Nord nach Süd und von West nach Ost angegeben.

## Nummernvergabe
Ab der K 1
Bei den ein- und zweistelligen Kreisstraßennummern handelt es sich um Kreisstraßen im Altkreis Göttingen bis 1972. Zu diesem Bereich gehören die heutigen Gemeinden Bovenden, Friedland, Gleichen, Göttingen und Rosdorf.
Ab der K 101
Mit dreistelligen Kreisstraßennummern ab der K 101 werden die Kreisstraßen im Altkreis Duderstadt gekennzeichnet. Zu diesem Bereich gehören die heutigen Gemeinden Bilshausen, Bodensee, Duderstadt, Ebergötzen, Gieboldehausen, Krebeck, Landolfshausen, Obernfeld, Rhumspringe, Rollshausen, Rüdershausen, Seeburg, Seulingen, Waake, Wollbrandshausen und Wollershausen.
Ab der K 201
Mit dreistelligen Kreisstraßennummern ab der K 201 werden die Kreisstraßen im Altkreis Münden gekennzeichnet. Zu diesem Bereich gehören die heutigen Gemeinden Bühren, Dransfeld, Hann. Münden, Jühnde, Niemetal, Scheden und Staufenberg.
Ab der K 301
Mit dreistelligen Kreisstraßennummern ab der K 301 werden die Kreisstraßen im Bereich der heutigen Gemeinde Adelebsen, die früher zum Landkreis Northeim gehörte, gekennzeichnet.
Ab der K 401
Mit dreistelligen Kreisstraßennummern ab der K 401 werden die Kreisstraßen im Altkreis Osterode gekennzeichnet. Zu diesem Bereich gehören die heutigen Gemeinden Bad Grund (Harz), Bad Lauterberg im Harz, Bad Sachsa, Elbingerode, Hattorf am Harz, Herzberg am Harz, Hörden am Harz, Walkenried und Wulften am Harz sowie das gemeindefreie Gebiet Harz (Landkreis Göttingen).

## Listen

### Teilkreis Göttingen
| Nr.  | Verlauf |
| ---- | --- |
| K 1  | in Bovenden – – Kreisgrenze – (K 453 im Landkreis Northeim) – Kreisgrenze – Rauschenwasser – Eddigehausen – in Reyershausen |
| K 2  | (K 415 im Landkreis Northeim) – Kreisgrenze – Spanbeck – |
| K 3  | (K 416 im Landkreis Northeim) – Kreisgrenze – K 118 – Holzerode – |
| K 4  | / in Göttingen – K 38 – Weende – K 5 |
| K 5  | Nikolausberg – K 4 – – Klausberg – / in Göttingen |
| K 6  | Göttingen (– Abzweig zur ) – Knochenmühle – Herberhausen |
| K 8  | in Waake – Mackenrode – L 574 |
| K 9  | Bösinghausen – |
| K 11 | L 574 – Potzwenden – K 12 – Sattenhausen – Falkenhausen – K 13 – L 569 – L 567 in Wöllmarshausen |
| K 12 | K 11 – Falkenhagen |
| K 13 | K 11 in Sattenhausen – Himmigerode |
| K 14 | L 567 – Rittmarshausen |
| K 15 | L 569 in Benniehausen – Gelliehausen – Sennickerode – L 567 |
| K 16 | K 45 – Etzenborn – Landesgrenze – (K 228 im Landkreis Eichsfeld, Thüringen) |
| K 17 | K 18 – Landesgrenze – (K 239 im Landkreis Eichsfeld, Thüringen) |
| K 18 | K 45 – K 17 – Weißenborn – K 19 – Landesgrenze – (K 119 im Landkreis Eichsfeld, Thüringen) |
| K 19 | L 567 in Bischhausen – K 20 – K 18 in Weißenborn |
| K 20 | K 19 in Bischhausen – Landesgrenze – (L 2006 in Thüringen) |
| K 21 | L 574 in Klein Lengden – L 569 – Diemarden – Reinhausen – L 568 – Ballenhausen – |
| K 22 | in Groß Schneen – L 567 in Ludolfshausen |
| K 23 | L 567 in Niedergandern – Landesgrenze – (K 122 im Landkreis Eichsfeld, Thüringen) |
| K 24 | (K 74 im Werra-Meißner-Kreis, Hessen) – Landesgrenze – L 566 in Reckershausen |
| K 25 | K 29 – Elkershausen – Landesgrenze – (K 85 im Werra-Meißner-Kreis, Hessen) |
| K 26 | K 30 in Sieboldshausen – L 564 – Klein Schneen – K 27 – in Friedland |
| K 27 | K 26 – in Groß Schneen |
| K 29 | L 573 – K 30 – Obernjesa – L 564 – Klein Schneen – K 26 – – K 25 – Deiderode – Mollenfelde – L 565 – Landesgrenze – (K 73 im Werra-Meißner-Kreis, Hessen) – Landesgrenze – L 564 – Landesgrenze – (K 73 im Werra-Meißner-Kreis, Hessen) |
| K 30 | K 31 – Sieboldshausen – K 26 – K 29 – Niedernjesa (– Abzweig zur ) – /L 568 |
| K 31 | K 34 – Tiefenbrunn – Mengershausen – K 32 – Lemshausen – K 30 – Volkerode – /L 564 |
| K 32 | L 559 in Jühnde – Örshausen – K 31 – Mengershausen – /L 573 |
| K 34 | – Varmissen – Klein Wiershausen – Settmarshausen – Olenhusen – K 31 – L 573 in Rosdorf |
| K 36 | – K 37 – Grone – – K 50 – L 573 in Rosdorf |
| K 37 | L 559 in Güntersen – K 224 – Barterode – K 342 – Esebeck – Elliehausen – K 36 – – Grenze Holtensen/Göttinger Weststadt |
| K 38 | Weende-West – K 4 in Weende |
| K 40 | (K 452 im Landkreis Northeim) – Kreisgrenze – L 544 |
| K 42 | Knutbühren – Ossenfeld – |
| K 45 | L 567 in Kerstlingerode – Beienrode – K 18 – K 16 – Nesselröden – K 113 – K 120 – L 569 |
| K 46 | (K 434 im Landkreis Northeim) – Kreisgrenze – L 556 |
| K 47 | L 569 – K 21 in Diemarden |
| K 49 | L 567 in Ischenrode – Landesgrenze – (K 116 im Landkreis Eichsfeld, Thüringen) |
| K 50 | K 36 – L 573 |

### Teilkreis Duderstadt
| Nr.   | Verlauf |
| ----- | --- |
| K 102 | (K 417 im Landkreis Northeim) – Kreisgrenze – Renshausen – K 118 – L 523 in Bodensee                                |
| K 105 | Esplingerode – Desingerode – Werxhausen – K 119 – L 569                                                             |
| K 106 | – Seeburg – K 114 – Bernshausen – Germershausen – Rollshausen –                                                     |
| K 107 | – Gieboldehausen – Rüdershausen – L 530 in Rhumspringe                                                              |
| K 108 | – Wollershausen – Lütgenhausen – L 530 in Rhumspringe                                                               |
| K 109 | L 530 in Hilkerode – L 531 in Brochthausen                                                                          |
| K 110 | L 530 in Hilkerode – Langenhagen – K 116 – L 531 in Fuhrbach                                                        |
| K 111 | L 530 – Breitenberg – L 530                                                                                         |
| K 112 | 247n in Duderstadt – Tiftlingerode – Immingerode – K 120 – Landesgrenze – (K 226 im Landkreis Eichsfeld, Thüringen) |
| K 113 | K 45 in Nesselröden – Landesgrenze – (K 227 im Landkreis Eichsfeld, Thüringen)                                      |
| K 114 | K 117 in Wollbrandshausen – K 106 – Seeburg –                                                                       |
| K 115 | L 530 – K 116 – L 531                                                                                               |
| K 116 | K 110 – K 115 |
| K 117 | /L 523 – Wollbrandshausen – K 114 –                                                                                 |
| K 118 | K 3 – K 102 in Renshausen                                                                                           |
| K 119 | K 105 in Werxhausen – L 569                                                                                         |
| K 120 | K 45 in Nesselröden – K 112 in Immingerode                                                                          |

### Teilkreis Münden
| Nr.   | Verlauf                                                                                            |
| ----- | -------------------------------------------------------------------------------------------------- |
| K 201 | Löwenhagen West – Löwenhagen – K 220 – L 559 in Imbsen                                             |
| K 202 | L 560 in Varlosen – in Wellersen                                                                   |
| K 203 | Bühren West – Bühren – K 225 – Dankelshausen – Scheden – K 205n                                    |
| K 204 | Mielenhausen –                                                                                     |
| K 205 | K 203 in Scheden – K 206 – K 209 – L 559 in Jühnde                                                 |
| K 206 | K 205 – Meensen – /                                                                                |
| K 209 | K 205 in Jühnde – Barlissen – L 564                                                                |
| K 210 | – Lippoldshausen                                                                                   |
| K 211 | / – Hedemünden – Landesgrenze – (L 3302 in Hessen) – Oberode                                       |
| K 212 | K 222 – Sichelnstein – Nienhagen – Escherode – L 563                                               |
| K 214 | (K 1 im Landkreis Kassel, Hessen) – Landesgrenze – Spiekershausen – K 227 – L 562 in Landwehrhagen |
| K 215 | Speele – L 562 in Lutterberg                                                                       |
| K 217 | in Hann. Münden – Wiershausen                                                                      |
| K 218 | Bonaforth –                                                                                        |
| K 219 | L 559 – Bördel                                                                                     |
| K 220 | K 201 in Löwenhagen – L 560 in Varlosen                                                            |
| K 221 | (K 52 im Landkreis Kassel, Hessen) – Landesgrenze – Weserfähre – L 561 in Hemeln                   |
| K 222 | / – K 212 – L 533                                                                                  |
| K 224 | L 554 – K 341 – Oststrecke – K 341 – L 554 – K 37                                                  |
| K 225 | L 560 in Varlosen – K 203 in Bühren                                                                |
| K 226 | in Hann. Münden – bei Laubach                                                                      |
| K 227 | (Hessen) – Landesgrenze – K 214                                                                    |

### Teilgebiet Adelebsen
| Nr.   | Verlauf                      |
| ----- | ---------------------------- |
| K 337 | Adelebsen – L 554 – Wibbecke |
| K 341 | K 224 – Eberhausen – K 224   |
| K 342 | L 559 – K 37 in Barterode    |

### Teilkreis Osterode
| Nr.   | Verlauf |
| ----- | --- |
| K 403 | (K 603 im Landkreis Northeim) – Kreisgrenze – Willensen – K 431                                                                                                 |
| K 404 | K 431 – K 421 in Badenhausen |
| K 405 | Marke – K 431 |
| K 406 | L 523 in Wulften am Harz – Hattorf am Harz – K 407 – |
| K 407 | K 406 in Hattorf am Harz – Elbingerode – Hörden am Harz – Aschenhütte – K 427 – – Mühlenberg                                                                    |
| K 409 | – L 530 – Scharzfeld – Barbis-Zoll – / |
| K 410 | Lonau – Herzberg am Harz – – K 427 in Eichholz |
| K 411 | L 531 in Bartolfelde – K 432 in Osterhagen |
| K 412 | K 415 in Steina – L 604 |
| K 413 | L 603/L 604 in Tettenborn – Landesgrenze – (ehemalig L 2065 in Thüringen)                                                                                       |
| K 414 | L 604 in Bad Sachsa – Neuhof – L 603 – Landesgrenze – (L 2067 in Thüringen)                                                                                     |
| K 415 | K 412 in Steina – L 604 in Bad Sachsa |
| K 419 | K 428 in Dorste – L 523 in Schwiegershausen |
| K 421 | (K 65 im Landkreis Goslar) – Gittelde – Teichhütte – K 431 – L 524 – Badenhausen – K 404 – K 422 – – Katzenstein – Lasfelde – Petershütte – in Osterode am Harz |
| K 422 | Oberhütte – K 421 |
| K 423 | L 601 in Wieda – L 602 in Unterzorge |
| K 424 | L 603 in Walkenried – Wiedigshof – Landesgrenze – (K 15 im Landkreis Nordhausen, Thüringen)                                                                     |
| K 425 | L 603 in Neuhof – Landesgrenze – (K 22 im Landkreis Nordhausen, Thüringen)                                                                                      |
| K 426 | – Lerbach – |
| K 427 | – Aschenhütte – K 407 – K 410 – Eichholz – in Herzberg am Harz                                                                                                  |
| K 428 | in Dorste – K 419 – L 523 in Wulften am Harz |
| K 429 | L 604 in Bad Sachsa – Tettenborn-Kolonie – L 603 in Tettenborn                                                                                                  |
| K 431 | K 421 in Teichhütte – K 404 – K 403 – Eisdorf – Nienstedt am Harz – L 525 – K 405 – in Dorste                                                                   |
| K 432 | in Bad Lauterberg – Paradies – – L 531 – K 411 – Osterhagen – /L 604                                                                                            |